# Écrivaines et écrivains associés du théâtre
 (septembre 2015).
Si vous disposez d'ouvrages ou d'articles de référence ou si vous connaissez des sites web de qualité traitant du thème abordé ici, merci de compléter l'article en donnant les références utiles à sa vérifiabilité et en les liant à la section « Notes et références ».
Pour les articles homonymes, voir EAT.
Les Écrivaines et Écrivains associés du théâtre (E.A.T.) est une association d'auteurs dramatiques français. Elle est créée en 2000, notamment par Louise Doutreligne, et regroupe aujourd'hui environ 350 auteurs. Après avoir été accueillie au Théâtre du Rond-Point, puis au Théâtre 13/Jardin, elle est installée dans le 17e arrondissement à Paris.

## Historique
Créée en l'an 2000, l'association a été notamment cofondée par Louise Doutreligne qui a confié la première présidence à Jean-Michel Ribes pour lui assurer notoriété et pérennité.
Ses présidences successives ont été assurées par : Jean-Michel Ribes, Xavier Durringer, Michel Azama, Jean-Paul Alègre, Laurent Contamin, Louise Doutreligne, Dominique Paquet, Philippe Touzet. Elle est présidée par Vincent Dheygre depuis  2019.
L'association rassemble des auteurs de théâtre dont l'adhésion est soumise à la satisfaction de différents critères de professionnalisme énoncés dans ses statuts.
L’association compte une antenne en région Champagne-Ardenne, et cinq filiales régionales autonomes : E.A.T.-Atlantique, E.A.T.-Occitanie, E.A.T.-Méditerranée, E.A.T-Hauts-de-France et E.A.T-Nouvelle-Aquitaine.  
Les E.A.T. sont soutenus par la SACD, le ministère de la Culture et de la Communication, le Rectorat de Paris, le Rectorat de Bordeaux, la DRAC Île-de-France et ainsi que par la Fondation du Crédit mutuel pour la lecture pour leurs actions en milieu scolaire. 
Ils ont reçu le trophée EDF Diversiterre 2011 pour leurs actions en faveur du développement de la lecture et de l'écriture dramatique des jeunes en milieu scolaire, ainsi qu'un soutien de la Fondation France Télévisions.

## Missions et activités
L'association s’est donné pour mission la défense de l'auteur dramatique, la connaissance et la reconnaissance de l’écriture dramatique contemporaine au travers de lectures, soirées thématiques, manifestations nationales.
Elle a obtenu que le Théâtre du Rond-Point, à Paris, soit consacré aux écritures d'aujourd'hui. L'association a également eu un rôle prépondérant dans la conquête du droit à la formation continue pour les auteurs dramatiques.
Elle a initié en 2005 le Grand Prix de Littérature Dramatique, porté aujourd'hui par ARTCENA.

### Promouvoir les écritures contemporaines au travers d'événements
Sa mission de promotion de l'écriture théâtrale d'aujourd'hui se décline au travers des Mardis Midi au Théâtre du Rond-Point jusqu'en 2012, et depuis 2013 au Théâtre 13/Seine, le Prix des Cent Livres - Emmanuelle Marie en partenariat avec la SACD, les Question(s) de théâtre, soirées thématiques sur des questions esthétiques et artistiques liées à l’écriture réunissant des spécialistes du thème abordé, en lien avec d’autres structures culturelles : Maison des Auteurs de la SACD, Théâtre de Boulogne-Billancourt, Théâtre 13, Théâtre de Saint-Maur, l’International Visuel théâtre, la Maison Jean Vilar, Espace EDF Récamier, le Grand Parquet, les Apartés de Baty en partenariat avec l’Institut d’Études Théâtrales Paris 3-Sorbonne nouvelle et enfin les Rencontres d'Avignon qui ont au fil du temps pris plusieurs formes : réunions, lectures et mises en maquette, jeux littéraires et dramatiques en partenariat avec l’ISTS, la SACD et le Conservatoire du Grand Avignon.

### Les comités de lecture
L’association s’est dotée de deux comités de lecture : l'un pour les textes tout public et le second pour le théâtre jeune public et adolescent, sont ouverts à tous les auteurs  adhérents ou non adhérents. Ces comités permettent aux auteurs d'obtenir des retours critiques sur des manuscrits non édités et non encore joués et éventuellement d'être inscrits au répertoire des eat et/ou lus en public.

### Les autres actions
L'association met aussi en place de nombreux ateliers et résidences d'auteurs en milieu scolaire sur tout le territoire. En Île-de-France, l'association a eu un rôle déterminant[réf. nécessaire] dans la création des résidences territoriales d'auteurs mises en place par la DRAC.
Elle a une mission d’information vis-à-vis de ses adhérents : conseils juridiques, éditoriaux, appels à manuscrits, propositions de résidences missions, commandes, mais aussi de formation.[réf. nécessaire]

## Les délégations

### E.A.T.-Atlantique
Cette délégation, qui réunit 25 auteurs des Pays de la Loire, est présidée depuis juin 2024 par Johann Corbard. Cette délégation régionale des eat a été fondée par Jean-Luc Annaix et Françoise Thyrion, le 27 mars 2010. Elle a reçu le soutien de la DRAC Pays-de-la-Loire, de la Ville de Nantes, du Conseil Départemental 44, de la Région Pays-de-la-Loire, de la Fondation du Crédit Mutuel pour la lecture, des eat Paris. Les anciens présidents de 2015 à 2024 : Ronan Cheviller de 2013 à 2015 ; Sylvain Renard de 2015 à 2017 ; Yto Legout de 2018 à 2024. 

### E.A.T.-Méditerranée
Président : Stephen Pisani Depuis le 1er janvier 2025 succédant à Louise Caron